# Aleksander Martyniak
Aleksander Martyniak (ur. 28 marca 1908 we Lwowie, zm. 1 listopada 1980 w Olsztynie) – polski inżynier rolnictwa, specjalista w dziedzinie hodowli owiec.

## Życiorys
Syn nauczyciela gimnazjalnego Teodora Martyniaka i Stanisławy z Kurkowskich. Po ukończeniu w 1928 gimnazjum rozpoczął studia na Wydziale Matematyczno-Przyrodniczym Uniwersytetu Jana Kazimierza, równocześnie wstąpił na Politechnikę Lwowską, gdzie był studentem Wydziału Rolniczo-Lasowego. Od 1934 do 1941 pracował jako asystent na Politechnice Lwowskiej, po zajęciu Lwowa przez hitlerowców zatrudnił się przy produkcji szczepionek przeciw tyfusowi w Instytucie Badań nad Tyfusem Plamistym i Wirusami prof. Rudolfa Weigla. Po wysiedleniu Polaków ze Lwowa znalazł się w Sanoku, gdzie pracował w Prezydium Powiatowej Rady Narodowej. Następnie wyjechał do Warszawy, gdzie w 1950 w Szkoła Główna Gospodarstwa Wiejskiego w Warszawie przedstawił rozprawę pt. Histologiczne badania nad osadzeniem się tłuszczu w tkance śródmięśniowej drobiu masy zielononóżek polskich i uzyskał tytuł doktora nauk technicznych. Od września 1953 był wykładowcą owczarstwa w Wyższej Szkole Rolniczej w Olsztynie, został kierownikiem Zakładu Hodowli Owiec oraz rozpoczął prace nad uszlachetnieniem rasy polskiej owcy kamienieckiej. W 1963 uzyskał habilitację na podstawie pracy pt. Badanie nad wzrostem owiec długowełnistych w okresie post embrionalnym, dziewięć lat później uzyskał tytuł profesora nadzwyczajnego. 
Zmarł w 1980, spoczywa na cmentarzu komunalnym w Olsztynie.

## Członkostwo
- Komitet Nauk Zootechnicznych Polskiej Akademii Nauk;
- Rada Naukowo-Techniczna przy Ministerstwie Rolnictwa;
- Polskie Towarzystwo Zootechniczne.